# 大村あつし
大村 あつし（おおむら あつし、1966年 - ）は、日本の小説家、ITライター、AI研究家。静岡県富士市出身。静岡県立富士高等学校卒業、静岡大学人文学部経済学科卒業。
1996年8月にエーアイ出版より『Excel95で作るVBAアプリケーション～ VBAで作る販売管理システム～』でITライターとしてデビューしたが、2007年6月にゴマブックスより出版された『エブリ リトル シング～人生を変える6つの物語～』で小説家も兼務。
2006年1月11日放送の首都圏トライアングル「IT その扉の向こうに」のMCを務めた事をきっかけにAIの研究を続け『マルチナ、永遠のAI。～AIと仮想通貨時代をどう生きるか』を2018年4月にダイヤモンド社より出版。

## 来歴・人物
代表作に『エブリ リトル シング』『エブリ リトル シング2.0』『クワガタと少年』（ゴマブックス）、『カイくんのきもち』（新潮社）、『無限ループ』（幻冬舎）、『しおんは、ボクにおせっかい』（KADOKAWA）、文庫では『エブリ リトル シング』『無限ループ』（講談社）などがある。
デビュー小説の『エブリ リトル シング』刊行以降もITライターとして活動し、小説は3～4年に1作のペースで上梓している。
また、2018年4月に『マルチナ、永遠のAI。～AIと仮想通貨時代をどう生きるか』（ダイヤモンド社）を出版するなどAIの研究も続けている。
20万部のベストセラー『エブリ リトル シング』は、2008年7月11日～20日に井上和香の主演で紀伊國屋サザンシアターにて、2009年8月10日～16日に内山理名の主演で銀河劇場にて、舞台化され（演出：岡村俊一）、英語圏・中華圏・韓国で翻訳出版されている。この『エブリ リトル シング』収録作の「クワガタと少年」は、声優の堀川りょうの朗読がYouTubeに複数アップされている。
2008年9月25日には、ソフトバンクモバイルのCMで知られる役者犬カイとのコラボで『カイくんのきもち～from KAI to you～』を発売。

## 主な作品・小説
- 『エブリ リトル シング～人生を変える6つの物語～』（2007年6月、ゴマブックス）
  - クワガタと少年
  - ランチボックス
  - アフター・ザ・プロム
  - 彼女はいつもハーティーに
  - ビジネスカード
  - ボクはくすり指
- 『無限ループ』（2007年5月、幻冬舎）
- 『エブリ リトル シング～クワガタと少年～』（2007年11月、ゴマブックス、『エブリ リトル シング』の第一話「クワガタと少年」が朗読CD絵本としてスピンオフ、画：トミナガマキ、朗読：高樹千佳子）
- 『エブリ リトル シング2.0～夢をかなえる6つの物語～』（2008年4月、ゴマブックス）
  - おふくろの履歴書
  - 恋することのもどかしさ
  - ホワイト・リビングルーム
  - 一つのメメント
  - 二つの海がトラブルだった
  - 三つのお願い
- 『Blue Line』（2008年8月、ゴマブックス、共著）
- 『カイくんのきもち～from KAI to you～』（2008年9月、新潮社）
  - 鬼ごっこの主役
  - 定年退職までの一週間
  - ボクは食わない
  - 初任給で酒と花束
  - 涙の数だけ強くなれない
  - 稲妻階段を一段ずつ・・・

- 『マルチナ、永遠のAI。～AIと仮想通貨時代をどう生きるか』（2018年4月、ダイヤモンド社）[2]
- 『しおんは、ボクにおせっかい』（2020年2月、KADOKAWA）
- 『エブリ リトル シング 夏休みのキセキ』(2024年7月、主婦と生活社）

※奥付日付では『無限ループ』が一番古いが、実際の発行順序では『エブリ リトル シング～人生を変える6つの物語～』がデビュー作

## 主な作品・IT書籍、ビジネス書
- 『Excel95で作る VBAアプリケーション～ VBAで作る販売管理システム～』（1996年8月、エーアイ出版)
- 『もっと知りたいExcel97』（1997年7月、エーアイ出版)
- 『Excel97 VBAプログラミングのコツ』（1998年1月、エーアイ出版)
- 『Excel97で作る VBAアプリケーション～販売管理で学ぶ VBAプログラミング～』（1998年3月、エーアイ出版)
- 『開発者のためのExcel97 VBAプログラミングガイド』（1998年7月、エーアイ出版)
- 『3級パソコン検定ゼミ　テキスト3』（1998年9月、ベネッセコーポレーション)
- 『 VBAユーザーのためのWin32 APIプログラミングガイド』（1999年3月、エーアイ出版)
- 『Excel97 VBAによる販売管理～販売・在庫管理システムとその開発手順～』（1999年5月、技術評論社)
- 『かんたんプログラミング Excel2000 VBA 基礎編』（1999年9月、技術評論社)
- 『かんたんプログラミング Excel2000 VBA コントロール・関数編』（1999年10月、技術評論社)
- 『かんたんプログラミング Excel2000 VBA 応用編』（2000年3月、技術評論社)
- 『Excel VBAデータベース活用』（1999年10月、ソフトバンクパブリッシング、共著)
- 『Excel2000 VBA 実践プログラミングリファレンス』（2000年3月、エーアイ出版、共著)
- 『Access2000 VBAプログラミング入門』（2000年3月、アスキー、監修)
- 『開発者のためのExcel2000 VBAプログラミングガイド』（2000年6月、エーアイ出版、共著)
- 『Excel2000による財務会計・減価償却』（2000年7月、技術評論社)
- 『Excelユーザーのための VBAプログラミング入門』（2001年1月、日経BP社)
- 『Excel VBAによるWin32 APIプログラミング入門』（2002年3月、エーアイ出版)
- 『かんたんプログラミング Excel2002 VBA 基礎編』（2002年5月、技術評論社)
- 『かんたんプログラミング Excel2002 VBA コントロール・関数編』（2002年5月、技術評論社)
- 『かんたんプログラミング Excel2002 VBA 応用編』（2002年6月、技術評論社)
- 『かんたんプログラミング Excel2002 VBA 演習編』（2002年8月、技術評論社、共著)
- 『Excel VBA 実用サンプルコレクション』（2003年2月、ソフトバンクパブリッシング、監修)
- 『独習 Access VBA』（2003年5月、翔泳社、共著)
- 『かんたんプログラミング Excel2003 VBA 基礎編』（2004年2月、技術評論社)
- 『かんたんプログラミング Excel2003 VBA コントロール・関数編』（2004年4月、技術評論社)
- 『かんたんプログラミング Excel2003 VBA 応用編』（2004年7月、技術評論社)
- 『Excel VBAに恋をした!?～新人ゆたかのマクロ奮闘記～』（2004年12月、技術評論社)
- 『Windowsショートカットキーポケットリファレンス』（2005年1月、技術評論社、共著)
- 『Excel関数 スパテク333 2003/2002/2000対応』（2005年9月、翔泳社、共著)
- 『高額ソフトはもういらない! Excelで 販売管理　Excel 2003/2002/2000対応』（2005年11月、技術評論社)
- 『人生は数式で考えるとうまくいく』（2005年11月、サンマーク出版)
- 『仕事がうまくいく0.7の法則』（2006年9月、祥伝社)
- 『仕事に役立つExcel VBA実用サンプルコレクション　新装版』（2006年10月、ソフトバンクパブリッシング、監修)
- 『新しいExcel関数の教科書　1～仕事で使える計算と関数の基礎～』（2006年12月、翔泳社、共著)
- 『新しいExcel関数の教科書　2～分類集計・条件抽出・配列の極意～』（2006年12月、翔泳社、共著)
- 『新しいExcel関数の教科書　3～悩みに効く！　機能と関数活用の技～』（2006年12月、翔泳社、共著)
- 『Excel関数スパテク338 2007/2003/2002/2000対応』（2008年12月、翔泳社、共著)
- 『かんたんプログラミング Excel2007 VBA 基礎編』（2008年1月、技術評論社)
- 『かんたんプログラミング Excel2007 VBA コントロール・関数編』（2008年5月、技術評論社)
- 『かんたんプログラミング Excel2007 VBA 応用編』（2009年1月、技術評論社)
- 『かんたんプログラミング Excel2010 VBA 基礎編』（2011年10月、技術評論社)
- 『かんたんプログラミング Excel2010 VBA コントロール・関数編』（2011年12月、技術評論社)
- 『かんたんプログラミング Excel2010 VBA 応用編』（2012年2月、技術評論社)
- 『Excel VBAをはじめるまえに絶対知っておきたい「マクロ」の本』（2014年12月、技術評論社)
- 『てっとり早く確実にマスターできるExcel VBAの教科書』（2014年12月、技術評論社)
- 『Excel VBA本格入門』（2015年5月、技術評論社)
- 『Excel VBAの神様～ボクの人生を変えてくれた人～』（2015年10月、秀和システム)
- 『あなたの1日を1時間増やす! 魔法のExcelショートカットキー』（2016年4月、秀和システム)
- 『超初心者でも3時間でわかる! 魔法のExcel関数&計算式』（2016年6月、秀和システム)
- 『［逆引き］Excel VBAパワーテクニック525』（2016年7月、技術評論社)
- 『大村あつしのExcel VBA Win64/32 APIプログラミング』（2016年9月、秀和システム)
- 『いつもの作業を自動化したい人の Excel VBA 1冊目の本』（2017年6月、技術評論社)
- 『Excel VBAで本当に大切なアイデアとテクニックだけ集めました。』（2019年5月、技術評論社)
- 『新装改訂版 Excel VBA本格入門』（2020年1月、技術評論社)
- 『超時短! 魔法のExcelショートカットキー』（2020年3月、秀和システム)
- 『超時短! 魔法のExcel関数』
- 『大村式【動画&テキスト】 Excel マクロ&VBA 最高のはじめ方』（2020年11月、技術評論社)
- 『Excel VBAコードレシピ集 スグに使えるテクニック650』（2021年1月、技術評論社)
- 『［改訂新版］てっとり早く確実にマスターできる Excel VBAの教科書』（2021年2月、技術評論社)
- 『教師のExcel　～校務（個人業務＋チーム業務）カイゼンのためのデジタルリテラシー～』（2024年2月、技術評論社、監修)
- 『Excel VBA開発を超効率化するプログラミングテクニック　ームダな作業をゼロにする開発のコツー』（2024年2月、技術評論社、監修)

## 主な雑誌記事
- 「DVDレコーダーを使った能動的な情報収集テクニック」（2007年春季号）
- 「RSSを利用した高度な情報収集テクニック」（2006年冬季号）

以上、日本実業出版社、『ザッツ営業』 
- 随想寄稿（2006年6月号）致知出版、『月刊致知』
- 「大村あつしのSecond wind will blow」（2004年11月号～2005年10月号）
- 「Excel/VBAユーザー必見 VBAはこれからどうなる」（2004年9月号）
- 「もうバグに悩むのはやめよう 私が経験した忘れられないバグ」（2001年4月号）
- 「Excel/VBAとデータベースで実用システムを開発しよう」（2000年7月号～2000年12月号）
- 「VBAでコントロールと関数を扱えれば一人前!」（2000年11月号）
- 「めざせ！ Excel/VBAの達人」（1999年1月号～2000年6月号）
- 「進化するOffice 2000/VBA」（1999年7月号）
- 「どんな時代にも通用するプログラミングの基礎」（1998年10月号）
- 「VBAで“ラクラク”プログラミング」（1998年8月号）

　以上、日経BP社、『日経ソフトウエア』
- 「クラスモジュールを使ったExcel VBAプログラミング」（2001年1月号）
- 「Excel/VBAでのCOMアドイン」（2000年8月号）

　以上、翔泳社、『Visual Basic Magazine』
- 開発ツール”Office2000」
- 「バージョンアップした文字列関数」
- 「Office2000の共通機能とは」
- 「ActiveXオートメーションでWordを2000%使い切れ！」
- 「クラスモジュールを使った究極のVBAプログラミング」
- 「Office2000共通オブジェクトプログラミングのススメ」
- 「Office2000アプリケーションオブジェクトTree」

　以上、翔泳社、『Office Programming Magazine vol.01』 
- 「マイクロソフトかく語りき」
- 「Excel VBAによるADOプログラミング」
- 「上級者のためのクラスモジュールプログラミング」
- 「大村あつしの　されど私はVBA」

以上、秀和システム、『VBA EXPRESS vol.01 & vol.02』 
- 「エクセル関数じっくり入門」『月刊アスキー ドット ピーシー』（2000年1月号）
- 「ネットで Excel & Word 強化計画」『アスキー ネット J』（2000年1月号）

以上、アスキー
- 実践VBAプログラミングテクニック」『Inside Windows』（1999年7月号～1999年8月号）、ソフトバンク
- 「実践VBAプログラミングテクニック」（1998年11月号～1998年12月号）
- 「エクセル万能宣言！」（1998年8月号）

以上、技術評論社、『PCビジネスマスター』

## その他の作品
2007年に、JYONGRIの新曲のためのタイアップ小説『ト・モ・ダ・チの賞味期限』をEMIミュージック・ジャパンの公式ページにて発表。